# Ivo Lorenčič
Ivo Lorenčič-Loren slovenski slikar, kipar in umetniški fotograf, * 16. december 1949, Brengova.
Ivo Lorenčič je bil kot mojster fotografskega objektiva že od zgodnje mladosti zapisovalec dela in življenja v Slovenskih goricah, vzporedno pa je ustvarjal svoj likovni opus. Od prvih poskusov v risbi in fotografiji, je njegov umetniški kvorum v petih desetletjih njegovega ustvarjanja postal čisto nekaj drugega. Od preprostih zapisov in prvih slikarskih percepcij mu je v teh desetletjih uspelo stopiti v sam vrh slovenske fotografske in amaterske likovne umetnosti. Posvečal se je tudi raznovrstnim zahtevnejšim slikarskim tehnikam, kot so mozaiki, sgrafiti, kolaži in akvareli. Kljub raznolikosti je ostal zvest slikarskemu platnu. V zadnjem času je slikal tudi v nestandardnih formatih, ki slikam dodajo še večjo vizualno zaznavnost.
Lorenčič zelo čutno opazuje naravo, zato so njegove slike še bogatejše. Motiv, največkrat realističen, izraža njegova doživetja. Tako se rojevajo novi likovni zapisi. Kulturna dediščina, pokrajina in človeški lik so vodilni motivi njegovih slikarskih in fotografskih upodobitev. V ospredju je slikarjevo zanimanje za figuralni motiv, predvsem za svet malega človeka. Zato tudi ni naključje, da ga je mag. Mirko Žmavc v svojem zapisu v občinskem glasilu ob Lorenčičovem 60. rojstnem dnevu označil kot slovenjegoriškega trubadurja.
Velik je tudi njegov fotografski opus. Večletno strokovno sodelovanje s fotografskimi mojstri mu je izostrilo čut in videnje ženskega akta, ki se mu velikokrat posveča.
Svoja umetniška dela je predstavil na več kot 80 razstavah doma ter v Avstriji, Nemčiji, Švici, Liechtensteinu, Rusiji in na Hrvaškem. Njegov umetniški opus obsega prek 2500 slik, več kot 300 stenskih poslikav in nekaj tisoč umetniških fotografij.
Za svoja dela in bogat umetniški opus je bil večkrat nagrajen.